# پل وستربرگ
پل هارولد وستربرگ (انگلیسی: Paul Harold Westerberg؛ زاده ۳۱ دسامبر ۱۹۵۹) نوازنده آمریکایی است که به عنوان خواننده اصلی، گیتاریست و ترانه‌سرا در د ریپیسمنت، یکی از گروه‌های آلترناتیو راک دهه ۱۹۸۰ شناخته می‌شود. وی پس از انحلال آن گروه، فعالیت انفرادی را آغاز کرد. در سالهای اخیر، وی رویکردی مستقل تر از خود پرورش داده‌است، که در درجه اول موسیقی خود را در در زیرزمین خانه خود ضبط می‌کند.